# Seznam zemětřesení v roce 2019
Legenda:

 6,0 - 6,9 Mw

 7,0 - 7,9 Mw

 8,0+ Mw

Toto je seznam zemětřesení v roce 2019. Zahrnuta jsou zde pouze zemětřesení o síle 6,0 Mw nebo výše. Pokud mají slabší zemětřesení za následek velké škody nebo ztráty na životech, tak jsou zde taktéž zahrnuta (neplatí však u mapy vpravo). Časové termíny jsou vedeny podle UTC času a všechny údaje pochází od Americké geologické služby (USGS).

## Přehled

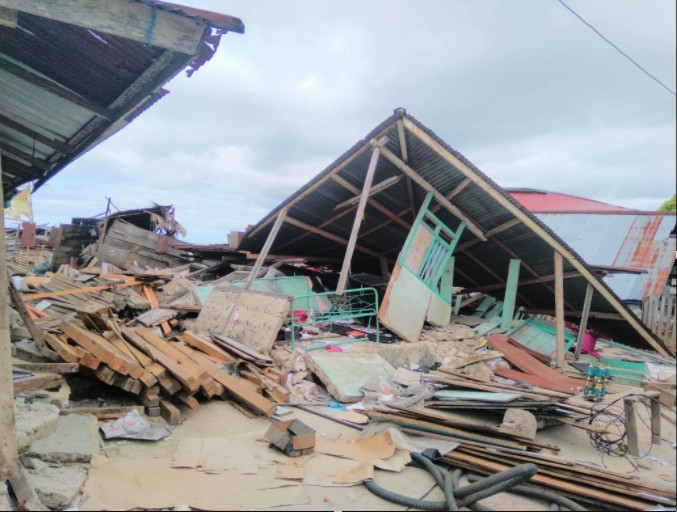
Zničený dům v Severních Molukách v Indonésii, 14. červenec, síla 7,2 M_{w}.

### Srovnání počtu zemětřesení s minulými roky

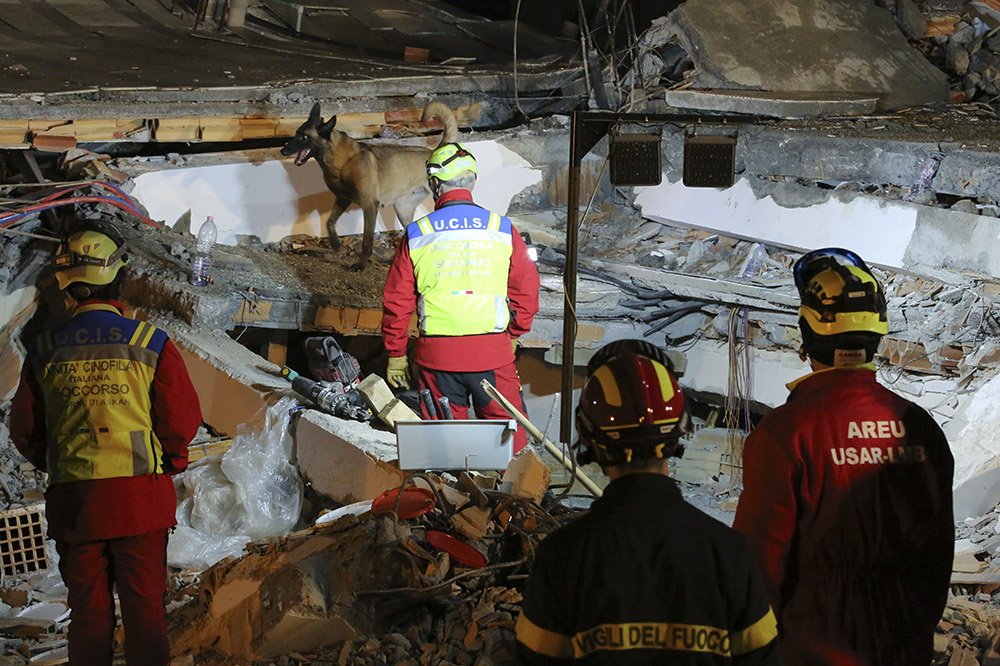
Záchranáři pátrají po uvězněných osobách v sutinách zříceného domu v Drači (Albánie), 26. listopad, síla 6,4 M_{w}.

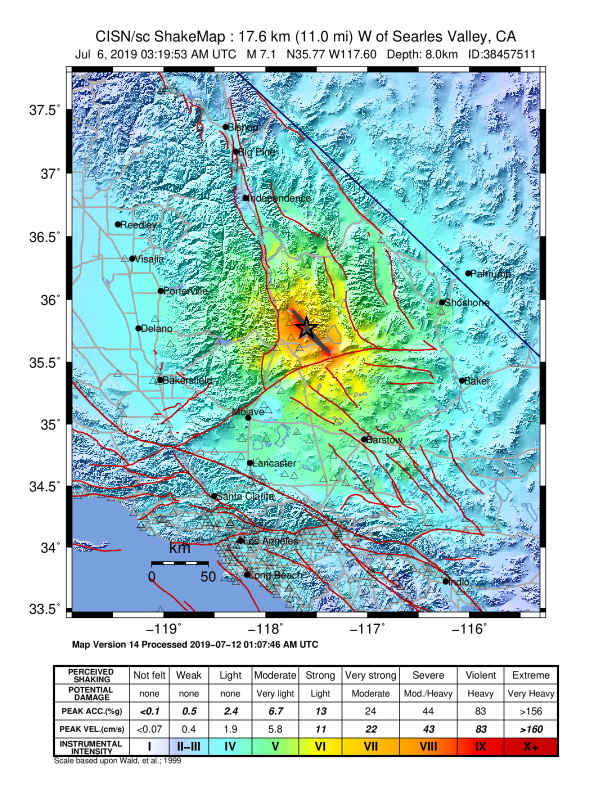
Seismická mapa zemětřesení v USA, 6. červenec, síla 6,4 M_{w}.

| 8,0 - 9,9 | 1     | 1      | 1      | 2      | 2      | 1      | 1      | 0      | 1      | 1      | 1      |
| 7,0 - 7,9 | 16    | 21     | 19     | 15     | 17     | 11     | 18     | 17     | 7      | 16     | 9      |
| 6,0 - 6,9 | 144   | 151    | 204    | 129    | 125    | 140    | 124    | 128    | 106    | 117    | 133    |
| 5,0 - 5,9 | 1 896 | 1 963  | 2 271  | 1 412  | 1 402  | 1 475  | 1 413  | 1 502  | 1 451  | 1 675  | 1 489  |
| 4,0 - 4,9 | 6 805 | 10 164 | 13 303 | 10 990 | 9 795  | 13 494 | 13 239 | 12 771 | 11 296 | 12 777 | 11 349 |
| Celkem    | 8 862 | 12 300 | 15 798 | 12 548 | 11 341 | 15 121 | 14 795 | 14 420 | 12 860 | 14 586 | 12 985 |

### Podle počtu obětí
| Pořadí | Mrtví | Síla | Místo                     | Mer. stupnice     | Hloubka (km) | Datum        |
| ------ | ----- | ---- | ------------------------- | ----------------- | ------------ | ------------ |
| 1.     | 52    | 6,4  | Mamurras, Albánie         | VIII (Bořivé)     | 20           | 26. listopad |
| 2.     | 41    | 6,5  | Moluky, Indonésie         | VII (Velmi silné) | 18,2         | 25. září     |
| 3.     | 40    | 5,6  | Azád Kašmír, Pákistán     | VII (Velmi silné) | 10           | 24. září     |
| 4.     | 18    | 6,1  | Luzon, Filipíny           | VII (velmi silné) | 20           | 22. dubna    |
| 5.     | 14    | 7,2  | Severní Moluky, Indonésie | VII (Velmi silné) | 19,3         | 14. července |
| 6.     | 14    | 6,6  | Soccsksargen, Filipíny    | VII (Velmi silné) | 15,3         | 29. října    |
| 7.     | 13    | 5,8  | S’-čchuan, Čína           | VIII (Bořivé)     | 6            | 17. června   |

### Podle magnitudy
| Pořadí | Síla | Mrtví | Místo                                         | Mer. stupnice     | Hloubka (km) | Datum        |
| ------ | ---- | ----- | --------------------------------------------- | ----------------- | ------------ | ------------ |
| 1.     | 8,0  | 2     | Loreto, Peru                                  | VIII (Bořivé)     | 122,8        | 26. květen   |
| 2.     | 7,6  | 0     | Provincie East New Britain, Papua Nová Guinea | VII (velmi silné) | 10           | 14. květen   |
| 3.     | 7,5  | 1     | Pastaza, Ekvádor                              | VII (velmi silné) | 145          | 22. února    |
| 4.     | 7,3  | 0     | Bandské moře, Indonésie                       | VI (Silné)        | 212          | 24. června   |
| 5.     | 7,3  | 0     | Kermadekovy ostrovy, Nový Zéland              | VII (Velmi silné) | 34,4         | 15. června   |
| 6.     | 7,2  | 14    | Severní Moluky, Indonésie                     | VII (Velmi silné) | 19,3         | 14. července |

## Seznam zemětřesení

### Leden
| Datum     | Místo                  | Stát                | Magnituda | Hloubka (km) | Mercalliho stupnice | Poznámka | Oběti | Oběti   |
| Datum     | Místo                  | Stát                | Magnituda | Hloubka (km) | Mercalliho stupnice | Poznámka | Mrtví | Zranění |
| --------- | ---------------------- | ------------------- | --------- | ------------ | ------------------- | --- | ----- | ------- |
| 3. leden  | S’-čchuan              | Čína                | 4,8       | 10           | II (Velmi slabé)    | V okresu Gongxian bylo zničeno několik domů a jedna osoba se lehce zranila.                                          | -     | 1       |
| 3. leden  | Kjúšú                  | Japonsko            | 4,7       | 10           | IV (Mírné)          | Otřesy způsobily menší škody ve městě Nagomi a v Mashiki se zranila starší žena.                                     | -     | 1       |
| 5. leden  | Acre                   | Brazílie            | 6,8       | 570,4        | III (Slabé)         | - | -     | -       |
| 6. leden  | Kermánšáh              | Írán                | 5,6       | 14           | VII (Velmi silné)   | Asi 75 lidí se zranilo v Gilangharbu. Silnice a některé obytné budovy poškozeny.                                     | -     | 75      |
| 6. leden  | Molucké moře           | Indonésie           | 6,6       | 43,2         | IV (Mírné)          | - | -     | -       |
| 8. leden  | Kjúšú                  | Japonsko            | 6,3       | 35           | VI (Silné)          | - | -     | -       |
| 9. leden  | Neuquén                | Argentina           | 4,0       | 10           | -                   | Poškození zdiva, trhliny na stěnách.                                                                                 | -     | -       |
| 12. leden | Dolní Slezsko          | Polsko              | 3,8       | 2            | -                   | Zemětřesení způsobilo důlní zával, při kterém jeden z horníků zahynul a dalších šest se zranilo.                     | 1     | 6       |
| 15. leden | Provincie Torba        | Vanuatu             | 6,6       | 35           | VI (Silné)          | - | -     | -       |
| 17. leden | Bismarckovo moře       | Papua Nová Guinea   | 6,2       | 10           | IV (Mírné)          | - | -     | -       |
| 18. leden | Provincie Tafea        | Vanuatu             | 6,0       | 38,7         | III (Slabé)         | - | -     | -       |
| 20. leden | Coquimbo (region)      | Chile               | 6,7       | 63,0         | VIII (Bořivé)       | Dvě osoby zemřely na infarkt. V historickém centru města Coquimbo došlo k značným škodám.                            | 2     | -       |
| 21. leden | Východní Nusa Tenggara | Indonésie           | 6,0       | 26           | IV (Mírné)          | - | -     | -       |
| 22. leden | Východní Nusa Tenggara | Indonésie           | 6,3       | 24           | IV (Mírné)          | - | -     | -       |
| 22. leden | Ostrovy prince Edvarda | Jižní Afrika        | 6,7       | 13           | III (Slabé)         | - | -     | -       |
| 22. leden | Dolní Slezsko          | Polsko              | 3,4       | 10           | III (Slabé)         | Zemětřesení způsobilo v uhelném dole Rydułtowy zával. Při incidentu zemřel jeden horník a osm utrpěli lehká zranění. | 1     | 8       |
| 25. leden | Region Ica             | Peru                | 5,7       | 59,3         | IV (Mírné)          | Některé domy, postavené z vepřovice se zřítilo. Šest osob utrpělo lehká zranění.                                     | -     | 6       |
| 26. leden | Provincie Choiseul     | Šalomounovy ostrovy | 6,2       | 355          | III (Slabé)         | - | -     | -       |
| 26. leden | Department Huila       | Kolumbie            | 5,6       | 10           | VI (Silné)          | Jedna žena zemřela na infarkt a v okolí epicentra došlo ke zničení několik budov.                                    | 1     | -       |
| 26. leden | Moluky                 | Indonésie           | 5,9       | 10           | IV (Mírné)          | Na ostrovech Aru byly kromě nemocnice poškozeny i tři domy. Jen jedna osoba utrpěla zranění.                         | -     | 1       |
| 26. leden | Provincie Lau          | Fidži               | 6,2       | 588          | II (Velmi slabé)    | - | -     | -       |
| 29. leden | Dolní Slezsko          | Polsko              | 4,9       | 10           | III (Slabé)         | K důlnímu neštěstí došlo v uhelném dole Rudna. 15 horníku bylo zraněno, někteří vážně.                               | -     | 15      |

### Únor
| Datum    | Místo                  | Stát              | Magnituda | Hloubka (km) | Mercalliho stupnice | Poznámka | Oběti | Oběti   |
| Datum    | Místo                  | Stát              | Magnituda | Hloubka (km) | Mercalliho stupnice | Poznámka | Mrtví | Zranění |
| -------- | ---------------------- | ----------------- | --------- | ------------ | ------------------- | --- | ----- | ------- |
| 1. únor  | Maháráštra             | Indie             | 4,1       | 5            | -                   | Během paniky bylo zabito dvouroční dítě. Jsou zprávy i o pádech zdí. | 1     | -       |
| 1. únor  | Chiapas                | Mexiko            | 6,6       | 66           | VI (Silné)          | Ve státě Chiapas poškodily otřesy více než 100 budov a zranily jednoho člověka, zatímco v sousední Guatemale čtrnáct.                                                                              | -     | 15      |
| 2. únor  | Mentavajské ostrovy    | Indonésie         | 6,1       | 10           | VII (Velmi silné)   | Jedenáct domů zemětřesení zničilo a poškodilo kostel a zdravotní středisko. | -     | -       |
| 5. únor  | Rajón Ismailli         | Ázerbájdžán       | 5,1       | 10           | IV (Mírné)          | Zranilo se 30 lidí, z nichž 3 vážně. Mnoho domů otřesy poškodily. | -     | 30      |
| 10. únor | Hormozgán              | Írán              | 5,4       | 10           | VII (Velmi silné)   | Několik budov poškozeno. | -     | 5       |
| 14. únor | Provincie Huancavelica | Peru              | 5,5       | 10           | VII (Velmi silné)   | Zemětřesení poškodilo osm zdravotních středisek a některé budovy. Zranění dva lidé, včetně armádního důstojníka.                                                                                   | -     | 2       |
| 14. únor | Středoatlantský hřbet  | -                 | 6,2       | 10           | II (Velmi slabé)    | - | -     | -       |
| 17. únor | Nové Irsko             | Papua Nová Guinea | 6,4       | 368,1        | III (Slabé)         | - | -     | -       |
| 20. únor | Çanakkale (provincie)  | Turecko           | 5,1       | 10           | VI (Silné)          | V okolí epicentra bylo poškozeno 85 domů a 2 mešity. | -     | -       |
| 21. únor | Hokkaido               | Japonsko          | 5,4       | 28           | VI                  | 5 lidí se zranilo ve městě Sapporo. Dále otřesy spustily u města Atsuma lavinu. | -     | 5       |
| 22. únor | Provincie Pastaza      | Ekvádor           | 7,5       | 128,9        | VII (Velmi silné)   | Jedna osoba zemřela na infarkt a devět bylo zraněno. Nahlášeny byly mírné škody na budovách. | 1     | 9       |
| 25. únor | S’-čchuan              | Čína              | 4,8       | 40,2         | IV (Mírné)          | Dva lidé zabiti padajícím troskami balkonu. Dvanáct lidí zraněno, přičemž tři z nich vážně. V okresu Gongxian došlo k poškození devíti budov. Kromě toho úřady zastavily těžbu břidlicového plynu. | 2     | 12      |
| 27. únor | Lorestán               | Írán              | 4,5       | 10           | -                   | Sedmnáct lidí zemětřesení zranilo, jednoho z nich vážně. | -     | 17      |
| 27. únor | Sumatra                | Indonésie         | 5,4       | 10           | VI (Silné)          | Více než 350 budov poškozeno a 48 lidí zraněno. | -     | 48      |

### Březen
| Datum      | Místo                 | Stát              | Magnituda | Hloubka (km) | Mercalliho stupnice | Poznámka | Oběti | Oběti   |
| Datum      | Místo                 | Stát              | Magnituda | Hloubka (km) | Mercalliho stupnice | Poznámka | Mrtví | Zranění |
| ---------- | --------------------- | ----------------- | --------- | ------------ | ------------------- | --- | ----- | ------- |
| 1. březen  | Provincie Puno        | Peru              | 7,0       | 267          | IV (Mírné)          | Jedna osoba zemřela na infarkt. Dva se zranili během evakuace.                                                              | 1     | 2       |
| 6. březen  | Kermadekovy ostrovy   | Nový Zéland       | 6,4       | 29           | -                   | - | -     | -       |
| 7. březen  | Neuquén (provincie)   | Argentina         | 5,0       | 13,8         | II (Velmi slabé)    | Malé škody (poškození zdiva, trhliny ve stěnách).                                                                           | -     | -       |
| 8. březen  | Region Caraga         | Filipíny          | 6,0       | 54,4         | IV (Mírné)          | - | -     | -       |
| 10. březen | Labasa                | Fidži             | 6,2       | 578,2        | -                   | - | -     | -       |
| 10. březen | Provincie Milne Bay   | Papua Nová Guinea | 6,1       | 30           | IV (Mírné)          | - | -     | -       |
| 12. březen | Isabela               | Portoriko         | 4,6       | 13           | V (Málo silné)      | Jedna žena se zranila při autonehodě zapříčiněné zemětřesením. Mírné škody na budovách.                                     | -     | 1       |
| 15. březen | Department Cochabamba | Bolívie           | 6,3       | 358,3        | IV (Mírné)          | - | -     | -       |
| 17. březen | Lombok                | Indonésie         | 5,6       | 10           | V (Málp silné)      | Šest lidí včetně dvou turistů z Malajsie zahynulo. Dalších 182 se zranilo. Asi 1 500 budov otřesy poškodily.                | 6     | 182     |
| 20. březen | Denizli (provincie)   | Turecko           | 5,7       | 10           | VI (Silné)          | Škody utpěly budovy zejména na venkově. Tři lidé se lehce zranili.                                                          | -     | 3       |
| 20. březen | Nová Akvitánie        | Francie           | 5,0       | 2            | VI (Silné)          | Nejsilnější zemětřesení v oblasti od roku 1759. V okolí epicentra spadlo několik komínů a na stěnách se objevily praskliny. | -     | -       |
| 20. březen | Provincie Penama      | Vanuatu           | 6,3       | 119          | V (Málo silné)      | - | -     | -       |
| 21. březen | Region Rukwa          | Tanzanie          | 5,5       | 22           | VI (Málo silné)     | Nejméně čtyři budovy se zřítilo v regionu Mbeya. Jeden člověk usmrcen padající zdí.                                         | 1     | -       |
| 23. březen | Valle del Cauca       | Kolumbie          | 6,1       | 122          | V (Málo silné)      | Lehké poškození budov, včetně rozbitých oken.                                                                               | -     | -       |
| 24. březen | Molucké moře          | Indonésie         | 6,1       | 37,4         | III (Slabé)         | - | -     | -       |
| 28. březen | Kamčatka              | Rusko             | 6,2       | 9            | IV (Mírné)          | - | -     | -       |
| 30. březen | Nová Británie         | Papua Nová Guinea | 6,1       | 57,2         | V (Málo silné)      | - | -     | -       |
| 31. březen | Provincie Santa Elena | Ekvádor           | 6,2       | 18           | VI (Silné)          | Malé škody na budovách. | -     | -       |

### Duben
| Datum     | Místo                      | Stát                                      | Magnituda | Hloubka (km) | Mercalliho stupnice | Poznámka | Oběti | Oběti   |
| Datum     | Místo                      | Stát                                      | Magnituda | Hloubka (km) | Mercalliho stupnice | Poznámka | Mrtví | Zranění |
| --------- | -------------------------- | ----------------------------------------- | --------- | ------------ | ------------------- | --- | ----- | ------- |
| 1. duben  | Rodrigues                  | Mauricius                                 | 6,0       | 10           | -                   | - | -     | -       |
| 2. duben  | Východní Jáva              | Indonésie                                 | 4,9       | 35           | II (Velmi slabé)    | Zemětřesení zranilo studenta a na ostrově Raas způsobilo rozsáhlé škody na osmi budovách.                                            | -     | 1       |
| 2. duben  | Kiska                      | Spojené státy americké                    | 6,4       | 7,9          | -                   | - | -     | -       |
| 5. duben  | Ostrov Visokoi             | Jižní Georgie a Jižní Sandwichovy ostrovy | 6,4       | 58,6         | V (Málo silné)      | - | -     | -       |
| 6. duben  | Dili                       | Východní Timor                            | 6,3       | 539          | II (Velmi slabé)    | - | -     | -       |
| 9. duben  | Ostrov Bristol             | Jižní Georgie a Jižní Sandwichovy ostrovy | 6,5       | 44,8         | V (Málo silné)      | - | -     | -       |
| 11. duben | Prefektura Iwate           | Japonsko                                  | 6,0       | 18           | III (Slabé)         | - | -     | -       |
| 12. duben | Střední Sulawesi           | Indonésie                                 | 6,8       | 17,5         | VI (Silné)          | Jedna osoba zemřela během paniky. | 1     | -       |
| 14. duben | Havaj                      | Spojené státy americké                    | 5,3       | 13,3         | VII (Velmi silné)   | Hlášeny byly padající skály, výpadky elektřiny a drobné škody na budovách.                                                           | -     | -       |
| 18. duben | Chua-lien                  | Tchaj-wan                                 | 6,1       | 20           | VI (Silné)          | Dva turisty zranilo padající kamení, jednoho vážně a později zemřel. Další utrpěli lehká zranění. Několik silnic popraskalo.         | 1     | 16      |
| 18. duben | Jihovýchodní indický hřbet | -                                         | 6,5       | 10           | -                   | - | -     | -       |
| 22. duben | Luzon                      | Filipíny                                  | 6,1       | 20           | VII (Velmi silné)   | 18 lidí zemřelo a více než 280 zranily hroutící se stavby ve městech Porac a Lubao. Dosud se jedná o nejhorší zemětřesení roku 2019. | 18    | 282     |
| 22. duben | Ostrov Visokoi             | Jižní Georgie a Jižní Sandwichovy ostrovy | 6,0       | 79           | V (Málo silné)      | - | -     | -       |
| 23. duben | Tutubigan                  | Filipíny                                  | 6,4       | 54           | VII (Velmi silné)   | 48 lidí zraněno padajícími předměty. V blízkosti epicentra jen malé škody na stavbách.                                               | -     | 48      |
| 23. duben | Fidži                      | Fidži                                     | 6,0       | 385,6        | -                   | - | -     | -       |
| 23. duben | Arunáčalpradéš             | Indie                                     | 5,9       | 14           | VII (Velmi silné)   | Některé domy a silnice utrpěly škody. Vyskytly se také sesuvy, jež zablokovaly pár silnic.                                           | -     | -       |
| 29. duben | Středoindický hřbet        | -                                         | 6,3       | 10           | -                   | - | -     | -       |

### Květen
| Datum      | Místo                 | Stát                   | Magnituda | Hloubka (km) | Mercalliho stupnice | Poznámka | Oběti | Oběti   |
| Datum      | Místo                 | Stát                   | Magnituda | Hloubka (km) | Mercalliho stupnice | Poznámka | Mrtví | Zranění |
| ---------- | --------------------- | ---------------------- | --------- | ------------ | ------------------- | --- | ----- | ------- |
| 3. květen  | Buala                 | Šalomounovy ostrovy    | 6,2       | 10           | IV (Mírné)          | - | -     | -       |
| 6. květen  | Provincie Morobe      | Papua Nová Guinea      | 7,1       | 146          | VII (Velmi silné)   | Zničeno 130 domů, včetně školy. Otřesy způsobily výpadky proudu a šly cítit až v Austrálii.                                                                                   | -     | -       |
| 9. květen  | Mijazaki              | Japonsko               | 6,1       | 22           | VI (Silné)          | Jeden muž zraněn a dopravní síť narušena. | -     | 1       |
| 12. květen | Puntarenas            | Kostarika              | 6,1       | 19           | VII (Velmi silné)   | Mírné škody v Kostarice a Panamě. Ve druhé zmíněné zemi se zranilo 5 osob. | -     | 5       |
| 14. květen | Provincie New Ireland | Papua Nová Guinea      | 7,6       | 10           | VII (Velmi silné)   | Bylo vydáno varování před vlnou tsunami pro oblasti Papuy Nové Guineje a Šalomounových ostrovů. Některé budovy se zřítily a byla zraněna jedna žena.                          | -     | 1       |
| 16. květen | Chinandega            | Nikaragua              | 5,9       | 62           | V (Málo silné)      | Zemětřesení poškodilo 15 domů. | -     | -       |
| 17. květen | Ťi-lin                | Čína                   | 4,8       | 16,5         | III (Slabé)         | 75 lidí muselo být přestěhováno, neboť 160 domů otřesy poškodily. | -     | -       |
| 19. květen | Loyauté               | Nová Kaledonie         | 6,0       | 16           | I (Nepozorovatelné) | - | -     | -       |
| 19. květen | Loyauté               | Nová Kaledonie         | 6,3       | 20           | II (Velmi slabé)    | - | -     | -       |
| 19. květen | Loyauté               | Nová Kaledonie         | 6,3       | 20           | IV (Mírné)          | - | -     | -       |
| 23. květen | Aleutské ostrovy      | Spojené státy americké | 6,1       | 27,8         | V (Málo silné)      | - | -     | -       |
| 26. květen | Loreto                | Peru                   | 8,0       | 122,8        | VIII (Bořivé)       | Zemětřesení v Peru způsobilo značné škody jak v samotném Peru, tak i v sousedním Ekvádoru. Dva lidé zemřeli (jeden padajícími kameny). 30 lidí se zranili (z toho 15 v Peru). | 2     | 30      |
| 30. květen | La Libertad           | Salvador               | 6,6       | 65,1         | VI (Silné)          | Drobné škody na budovách. Jedna osoba zemřela na infarkt, druhou zranila padající zeď.                                                                                        | 1     | 1       |
| 31. květen | Region Davao          | Filipíny               | 6,1       | 90,2         | IV (Mírné)          | - | -     | -       |

### Červen
| Datum      | Místo               | Stát            | Magnituda | Hloubka (km) | Mercalliho stupnice | Poznámka | Oběti | Oběti   |
| Datum      | Místo               | Stát            | Magnituda | Hloubka (km) | Mercalliho stupnice | Poznámka | Mrtví | Zranění |
| ---------- | ------------------- | --------------- | --------- | ------------ | ------------------- | --- | ----- | ------- |
| 1. červen  | Korçë               | Albánie         | 5,2       | 10           | V (Málo silné)      | 5 osob zranil kolabující dům, dalších 100 utrpěly škody.                                                               | -     | 5       |
| 2. červen  | Ohonua              | Tonga           | 6,0       | 10           | -                   | - | -     | -       |
| 4. červen  | Izu                 | Japonsko        | 6,3       | 430,3        | III (Slabé)         | - | -     | -       |
| 9. červen  | Jižní ostrov        | Nový Zéland     | 5,5       | 5            | III (Slabé)         | - | -     | -       |
| 14. červen | Coquimbo            | Chile           | 6,4       | 10,1         | V (Málo silné)      | - | -     | -       |
| 15. červen | 'Eua                | Tonga           | 6,1       | 10           | IV (Mírné)          | - | -     | -       |
| 15. červen | Kermadekovy ostrovy | Nový Zéland     | 7,2       | 34,4         | VII (Velmi silné)   | Úřady vydaly varování před tsunami, načež se objevil nárůst hladiny o 9 cm.                                            | -     | -       |
| 16. červen | Kermadekovy ostrovy | Nový Zéland     | 6,3       | 35           | II (Velmi slabé)    | Dotřes. | -     | -       |
| 17. červen | Kermadekovy ostrovy | Nový Zéland     | 6,0       | 16           | -                   | Dotřes. | -     | -       |
| 17. červen | I-pin               | Čína            | 5,8       | 10           | VIII (Bořivé)       | Zemětřesení zničilo několik budov, zabilo 13 lidí a dalších 220 zranilo.                                               | 13    | 220     |
| 18. červen | Jamagata            | Japonsko        | 6,4       | 12           | VII (Velmi silné)   | Vydáno varování před tsunami, nakonec byla pozorována 10 cm vlna. Otřesy zranily 26 osob, zejména padajícími předměty. | -     | 26      |
| 19. červen | Kermadekovy ostrovy | Nový Zéland     | 6,4       | 10           | -                   | Dotřes. | -     | -       |
| 19. červen | Papua               | Indonésie       | 6,3       | 12,1         | VII (Velmi silné)   | 39 budov lehce poškozeno, včetně dvou škol a kostela.                                                                  | -     | -       |
| 21. červen | Kermadekovy ostrovy | Nový Zéland     | 6,2       | 35           | -                   | Dotřes. | -     | -       |
| 22. červen | I-pin               | Čína            | 5,3       | 10           | VI (Silné)          | Dotřes. Hlášeny drobné škody a 31 zraněných osob.                                                                      | -     | 31      |
| 24. červen | Papua               | Indonésie       | 6,1       | 22           | VI (Silné)          | Dotřes. | -     | -       |
| 24. červen | Bandské moře        | Indonésie       | 7,3       | 212          | VI (Silné)          | Otřesy cítili lidé až v Austrálii.                                                                                     | -     | -       |
| 25. červen | Kamčatka            | Rusko           | 6,3       | 10           | V (Málo silné)      | Předtřes. | -     | -       |
| 26. červen | Kamčatka            | Rusko           | 6,4       | 10           | V (Málo silné)      | - | -     | -       |
| 26. červen | Chiriquí            | Panama          | 6,2       | 26,2         | VII (Velmi silné)   | Některé domy jak v Panamě, tak i v Kostarice zemětřesení poškodilo. Jeden člověk zraněn padající střechou.             | -     | 1       |
| 27. červen | Kermadekovy ostrovy | Nový Zéland     | 6,3       | 10           | VI (Silné)          | Dotřes. | -     | -       |
| 29. červen | Farallon de Pajaros | Severní Mariany | 6,4       | 410          | III (Slabé)         | - | -     | -       |

### Červenec
| Datum        | Místo                 | Stát                   | Magnituda | Hloubka (km) | Mercalliho stupnice | Poznámka | Oběti | Oběti   |
| Datum        | Místo                 | Stát                   | Magnituda | Hloubka (km) | Mercalliho stupnice | Poznámka | Mrtví | Zranění |
| ------------ | --------------------- | ---------------------- | --------- | ------------ | ------------------- | --- | ----- | ------- |
| 1. červenec  | Luganville            | Vanuatu                | 6,0       | 97,1         | IV (Mírné)          | - | -     | -       |
| 1. červenec  | Slezské vojvodství    | Polsko                 | 2,7       | 0,7          | -                   | Při důlních otřesech zahynuli tři horníci a šest jich bylo vážně zraněno.                                                                                  | 3     | 6       |
| 4. červenec  | San Bernardino County | Spojené státy americké | 6,4       | 10,7         | VIII (Bořivé)       | Předtřes pozdějšího zemětřesení. Dalo cítit až v Los Angeles či v Las Vegas. Poblíž epicentra vzniklo několik požárů. Jeden muž zemřel po rozdrcení autem. | 1     | 20      |
| 4. červenec  | Britská Kolumbie      | Kanada                 | 6,2       | 10           | IV (Mírné)          | - | -     | -       |
| 4. červenec  | I-pin                 | Čína                   | 5,2       | 10           | IV (Mírné)          | Některé budovy poškozeny. | -     | 13      |
| 5. červenec  | Polkowice             | Polsko                 | 4,7       | 11,2         | VI (Silné)          | Otřesy v měděném dole. Jeden z horníků zemřel zavalením.                                                                                                   | 1     | 5       |
| 6. červenec  | Kern County           | Spojené státy americké | 7,1       | 8,0          | IX (Pustošivé)      | Citelné jak v Los Angeles a v Las Vegas, tak i v Mexiku. Pár budov těžce poškozeno. Pohroma si nevyžádala jediný život.                                    | -     | 5       |
| 7. červenec  | Molucké moře          | Indonésie              | 6,9       | 35           | V (Málo silné)      | - | -     | -       |
| 8. červenec  | Chúzistán             | Írán                   | 5,7       | 10           | VII (Velmi silné)   | Zbořeno několik střech a praskliny na zdech. Jedna osoba zemřela na infarkt.                                                                               | 1     | 100     |
| 9. červenec  | Soccsksargen          | Filipíny               | 5,6       | 24           | V (Málo silné)      | V panice se zranili 3 studenti. Nahlášeno jen jedno úmrtí (infarkt). Poškozeny některé stropy.                                                             | 1     | 3       |
| 11. červenec | Bougainville          | Papua Nová Guinea      | 6,0       | 07,3         | II (Velmi slabé)    | - | -     | -       |
| 12. červenec | Caraga                | Filipíny               | 5,8       | 14,2         | VI (Silné)          | Strukturální poškození budov. Zraněno 63 osob. | -     | 63      |
| 13. červenec | Kagošima              | Japonsko               | 6,1       | 251          | III (Slabé)         | - | -     | -       |
| 14. červenec | Severní Moluky        | Indonésie              | 7,2       | 19,3         | VII (Velmi silné)   | Zničeno několik budov a silnic. Zemětřesení zabilo 14 lidí.                                                                                                | 14    | 129     |
| 14. červenec | Západní Austrálie     | Austrálie              | 6,6       | 10           | VI (Silné)          | Nejsilnější zaznamenané zemětřesení v Austrálii. Hlášeny drobné poškození budov.                                                                           | -     | -       |
| 15. červenec | West New Britain      | Papua Nová Guinea      | 6,2       | 59           | VI (Silné)          | - | -     | -       |
| 16. červenec | Východní Jáva         | Indonésie              | 5,7       | 91,6         | V (Málo silné)      | Škody na infrastruktuře. 7 osob utrpělo zranění. | -     | 7       |
| 19. červenec | Eleusis               | Řecko                  | 5,3       | 10           | VII (Velmi silné)   | Atény postihly výpadky proudu. Tři lidé lehce zraněni troskami.                                                                                            | -     | 3       |
| 23. červenec | Ballenyho ostrovy     | Antarktida             | 6,0       | 10           | -                   | - | -     | -       |
| 25. červenec | Maháráštra            | Indie                  | 3,8       | -            | -                   | Jednoho člověka zabil padající dům, jeho ženu zranil. | 1     | 1       |
| 26. červenec | Luzonský průliv       | Filipíny               | 6,0       | 10           | VI (Silné)          | Převážně ve venkovních regionech poškozeny starší budovy.                                                                                                  | 9     | 60      |
| 27. červenec | Prefektura Wakajama   | Japonsko               | 6,3       | 375,8        | III (Slabé)         | - | -     | -       |
| 31. červenec | Malampa               | Vanuatu                | 6,6       | 179,1        | V (Málo silné)      | - | -     | -       |

### Srpen
| Datum     | Místo                                     | Stát                   | Magnituda | Hloubka (km) | Mercalliho stupnice | Poznámka                                                                                    | Oběti | Oběti   |
| Datum     | Místo                                     | Stát                   | Magnituda | Hloubka (km) | Mercalliho stupnice | Poznámka                                                                                    | Mrtví | Zranění |
| --------- | ----------------------------------------- | ---------------------- | --------- | ------------ | ------------------- | ------------------------------------------------------------------------------------------- | ----- | ------- |
| 1. srpen  | Valparaíso                                | Chile                  | 6,8       | 25           | VI (Silné)          | Lokální výpadek elektrické sítě.                                                            | -     | -       |
| 2. srpen  | Banten                                    | Indonésie              | 6,9       | 52,8         | VI (Silné)          | 139 staveb poškozeno nebo zničeno, včetně 4 mešit. 8 lidí zemřelo, 8 utrpělo lehká zranění. | 8     | 8       |
| 2. srpen  | Tichý oceán                               | -                      | 6,0       | 10           | -                   | -                                                                                           | -     | -       |
| 4. srpen  | Prefektura Fukušima                       | Japonsko               | 6,3       | 38,6         | V (Málo silné)      | Pravděpodobně se jednalo o dotřesy Zemětřesení a tsunami v Tóhoku 2011.                     | -     | -       |
| 4. srpen  | Kohgíluje a Bójer-Ahmad                   | Írán                   | 5,3       | 41,2         | VII (Velmi silné)   | Škody hlášeny z venkovských oblastech.                                                      | -     | 5       |
| 7. srpen  | I-lan                                     | Tchaj-wan              | 5,8       | 20,7         | VI (Silné)          | Jedna žena zabita skříní. 10 000 domů poškozeno.                                            | 1     | -       |
| 8. srpen  | Denizli                                   | Turecko                | 5,8       | 10           | VII (Velmi silné)   | Lehce poraněno necelých 80 osob. 400 staveb poškozeno.                                      | -     | 78      |
| 13. srpen | Arequipa                                  | Peru                   | 5,1       | 32,1         | VI (Silné)          | Padající střecha zranila jednu ženu. Drobné škody na zástavbě.                              | -     | 1       |
| 16. srpen | Reno County                               | Spojené státy americké | 4,2       | 5            | VI (Silné)          | Mírné škody.                                                                                | -     | -       |
| 20. srpen | Lata                                      | Šalomounovy ostrovy    | 6,0       | 45           | V (Málo silné)      | -                                                                                           | -     | -       |
| 21. srpen | Indický oceán                             | -                      | 6,0       | 10           | -                   | -                                                                                           | -     | -       |
| 24. srpen | Vanua Lava                                | Vanuatu                | 6,0       | 114,7        | IV (Mírné)          | -                                                                                           | -     | -       |
| 27. srpen | Jižní Georgie a Jižní Sandwichovy ostrovy | Spojené království     | 6,6       | 16           | IV (Mírné)          | -                                                                                           | -     | -       |
| 29. srpen | Coos County                               | Spojené státy americké | 6,3       | 4,7          | V (Málo silné)      | -                                                                                           | -     | -       |
| 29. srpen | Hačinohe                                  | Japonsko               | 6,1       | 17,2         | IV (Mírné)          | -                                                                                           | -     | -       |
| 31. srpen | Sagaing                                   | Myanmar (Barma)        | 5,5       | 10           | V (Málo silné)      | Některé pagody poškozeny.                                                                   | -     | -       |

### Září
| Datum    | Místo               | Stát        | Magnituda | Hloubka (km) | Mercalliho stupnice | Poznámka | Oběti | Oběti   |
| Datum    | Místo               | Stát        | Magnituda | Hloubka (km) | Mercalliho stupnice | Poznámka | Mrtví | Zranění |
| -------- | ------------------- | ----------- | --------- | ------------ | ------------------- | --- | ----- | ------- |
| 1. září  | Ono i Lau           | Fidži       | 6,6       | 591          | II (Velmi slabé)    | - | -     | -       |
| 7. září  | Nej-ťiang           | Čína        | 5,1       | 10           | VI (Silné)          | 132 staveb se zřítilo a 4 880 jich bylo poškozeno. Jeden člověk zemřel a dalších 63 otřesy zranily.                                                      | 1     | 63      |
| 9. září  | Katavi              | Tanzanie    | 5,5       | 10           | VII (Velmi silné)   | Dva domy zkolabovaly a dvě děti zranila padající stěna.                                                                                                  | -     | 2       |
| 19. září | Střední Jáva        | Indonésie   | 6,2       | 611,8        | II (Velmi slabé)    | - | -     | -       |
| 19. září | Střední Jáva        | Indonésie   | 6,0       | 591,2        | II (Velmi slabé)    | Dotřes. | -     | 2       |
| 21. září | Drač                | Albánie     | 5,6       | 10           | VIII (Bořivé)       | Nejsilnější zemětřesení v Albánii za posledních 30 let. Více než 120 budov zničeno.                                                                      | -     | 108     |
| 24. září | Indický oceán       | -           | 6,1       | 10           | -                   | - | -     | -       |
| 24. září | Aguadilla           | Portoriko   | 6,0       | 10           | IV (Mírné)          | - | -     | -       |
| 24. září | Ázád Kašmír         | Pákistán    | 5,6       | 10           | VII (Velmi silné)   | Nejsmrtonosnější zemětřesení roku 2019. Otřesy v blízkosti epicentra způsobily rozsáhlé škody. 6 000 domů zničeno, 40 lidí zabito a dalších 852 zraněno. | 40    | 852     |
| 25. září | Seram               | Indonésie   | 6,5       | 18,2         | VII (Velmi silné)   | Hlášeny sesuvy půdy a zřícené budovy. Většina ze 34 obětí zabito právě sesuvy.                                                                           | 34    | 156     |
| 26. září | Los Lagos           | Chile       | 6,1       | 129          | IV (Mírné)          | Jeden potápěč zahynul kvůli problému s dekompresí, způsobené zemětřesením.                                                                               | 1     | -       |
| 26. září | Tekirdağ            | Turecko     | 5,7       | 10           | VI (Silné)          | Částečné zhroucení mešity. Jeden člověk zemřel na infarkt.                                                                                               | 1     | 43      |
| 27. září | Kermadekovy ostrovy | Nový Zéland | 6,0       | 35           | IV (Mírné)          | - | -     | -       |
| 29. září | Maule               | Chile       | 6,8       | 11           | VI (Silné)          | Starší žena zemřela na infarkt. | 1     | -       |
| 29. září | Davao               | Filipíny    | 6,2       | 76,1         | IV (Mírné)          | - | -     | -       |

### Říjen
| Datum     | Místo           | Stát      | Magnituda | Hloubka (km) | Mercalliho stupnice | Poznámka | Oběti | Oběti   |
| Datum     | Místo           | Stát      | Magnituda | Hloubka (km) | Mercalliho stupnice | Poznámka | Mrtví | Zranění |
| --------- | --------------- | --------- | --------- | ------------ | ------------------- | --- | ----- | ------- |
| 3. říjen  | Imphál          | Indie     | 4,8       | 66,4         | IV (Mírné)          | Dva lidé zraněny kvůli pádu budovy.                                                                                               | -     | 2       |
| 3. říjen  | Okres Gliwice   | Polsko    | 2,6       | 7            | -                   | Otřesy způsobily zřícení dolu, při němž zemřel jeden z dělníků a dalších devět se zranilo.                                        | 1     | 9       |
| 6. říjen  | Kašmírské údolí | Pákistán  | 3,8       | 12           | -                   | Zřícení domu v Mirpuru zabilo jednu osobu a další zranil.                                                                         | 1     | 10      |
| 10. říjen | Moluky          | Indonésie | 5,0       | 54,4         | VII (Velmi silné)   | Zemětřesení poškodilo jednu z vysokých škol, kde byl jeden student zabit padajícími sutinami. Tři byli zraněni.                   | 1     | 3       |
| 16. říjen | Soccsksargen    | Filipíny  | 6,3       | 14,1         | VII (Velmi silné)   | Otřesy v oblasti poškodily infrastrukturu. V General Santos vypukl požár. Přírodní živel si vyžádal 7 obětí a přes 200 zraněných. | 7     | 215     |
| 21. říjen | Isangel         | Vanuatu   | 6,4       | 226,1        | IV (Mírné)          | - | -     | -       |
| 23. říjen | Atlantský oceán | -         | 6,3       | 10           | II (Velmi slabé)    | - | -     | -       |
| 25. říjen | Cádiz           | Španělsko | 4,5       | 10           | V (Málo silné)      | - | -     | -       |
| 27. říjen | Kan-su          | Čína      | 5,2       | 10           | V (Málo silné)      | Poškozeno 2 097 domů. | -     | 21      |
| 29. říjen | Soccsksargen    | Filipíny  | 6,6       | 15,3         | VII (Velmi silné)   | Některé stavby zkolabovaly, jiné zemětřesení značně poškodilo. 14 mrtvých a více než 500 zraněných.                               | 14    | 562     |
| 31. říjen | Soccsksargen    | Filipíny  | 6,5       | 10           | VII (Velmi silné)   | Během dotřesu se jeden z hotelů zřítil. Jiné budovy utrpěly škody. Deset lidí zemřelo, z nichž jeden při sesuvu půdy.             | 10    | -       |

### Listopad
| Datum        | Místo                 | Stát                                      | Magnituda | Hloubka (km) | Mercalliho stupnice | Poznámka | Oběti | Oběti   |
| Datum        | Místo                 | Stát                                      | Magnituda | Hloubka (km) | Mercalliho stupnice | Poznámka | Mrtví | Zranění |
| ------------ | --------------------- | ----------------------------------------- | --------- | ------------ | ------------------- | --- | ----- | ------- |
| 2. listopad  | ostrov Visokoi        | Jižní Georgie a Jižní Sandwichovy ostrovy | 6,1       | 8            | IV (Mírné)          | - | -     | -       |
| 4. listopad  | ostrov Vavaʻu         | Tonga                                     | 6,6       | 10           | IV (Mírné)          | - | -     | -       |
| 4. listopad  | Coquimbo              | Chile                                     | 6,1       | 53           | VII (Velmi silné)   | - | -     | -       |
| 5. listopad  | Atlantský oceán       | -                                         | 6,3       | 10           | -                   | - | -     | -       |
| 5. listopad  | Vanua Lava            | Vanuatu                                   | 6,0       | 10           | VI (Silné)          | - | -     | -       |
| 6. listopad  | Vanua Lava            | Vanuatu                                   | [ 195 ]   | 10           | VI (Silné)          | Dotřes. | -     | -       |
| 7. listopad  | Východní Ázerbájdžán  | Írán                                      | 5,9       | 10           | VIII (Bořivé)       | Na mnoha místech provincie hlášeny škody. | 7     | 584     |
| 8. listopad  | Ono i Lau             | Fidži                                     | 6,5       | 582,9        | II (Velmi slabé)    | - | -     | -       |
| 11. listopad | Pangai                | Tonga                                     | 6,1       | 10           | IV (Mírné)          | - | -     | -       |
| 11. listopad | Arrondissement Privas | Francie                                   | 4,8       | 10           | VII (Velmi silné)   | Poblíž epicentra poškozeny některé stavby, včetně kostela. Jeden člověk v kritickém stavu po pádu z lešení.                                                                                                | -     | 4       |
| 12. listopad | Moluky                | Indonésie                                 | 5,0       | 49,8         | IV (Mírné)          | - | 2     | 9       |
| 14. listopad | Molucké moře          | Indonésie                                 | 7,1       | 33           | VII (Velmi silné)   | Příslušné úřady vydaly varování před tsunami, avšak ho následně odvolaly. 36 budov poškozeno, z toho 3 kostely a škola. Jeden člověk zemřel na infarkt.                                                    | 1     | 3       |
| 14. listopad | Molucké moře          | Indonésie                                 | 6,0       | 23           | V (Málo silné)      | Dotřes. | -     | -       |
| 17. listopad | Drâa-Tafilalet        | Maroko                                    | 5,2       | 10           | VI (Silné)          | V Mideltu otřesy poškodily několik budov. | -     | -       |
| 18. listopad | Mindanao              | Filipíny                                  | 5,9       | 13,1         | VII (Velmi silné)   | Přes tři sta domů poškozeno. Šestnáct lidí utrpělo lehká zranění a pět set se muselo evakuovat. | -     | 16      |
| 20. listopad | Chiapas               | Mexiko                                    | 6,3       | 11           | IV (Mírné)          | - | -     | -       |
| 20. listopad | Ochotské moře         | Rusko                                     | 6,3       | 486,8        | -                   | - | -     | -       |
| 20. listopad | Provincie Sainyabuli  | Laos                                      | 6,2       | 10           | VII (Velmi silné)   | Škody hlásilo i sousední Thajsko. | -     | 2       |
| 23. listopad | Papua                 | Indonésie                                 | 6,1       | 10           | III (Slabé)         | - | -     | -       |
| 24. listopad | Adak                  | Spojené státy americké                    | 6,3       | 25,1         | V (Málo silné)      | - | -     | -       |
| 25. listopad | Paj-se                | Čína                                      | 5,0       | 10           | VII (Velmi silné)   | - | 1     | 4       |
| 26. listopad | Mamurras              | Albánie                                   | 6,4       | 20           | VIII (Bořivé)       | Nejsilnější zemětřesení v Albánii za posledních 40 let. Způsobilo rozsáhlé škody, mnoho budov se zřítilo a uvěznilo osoby pod sutinami. S počtem 52 obětí se jedná o nejtragičtější zemětřesení roku 2019. | 52    | 3 000   |
| 26. listopad | Mostar                | Bosna a Hercegovina                       | 5,4       | 10           | VII (Velmi silné)   | Toto zemětřesení následovalo jen několik hodin po tom albánském. | -     | 2       |
| 27. listopad | Středozemní moře      | Řecko                                     | 6,0       | 71,8         | V (Málo silné)      | - | -     | -       |

### Prosinec
| Datum        | Místo               | Stát                   | Magnituda | Hloubka (km) | Mercalliho stupnice | Poznámka                                                                        | Oběti | Oběti   |
| Datum        | Místo               | Stát                   | Magnituda | Hloubka (km) | Mercalliho stupnice | Poznámka                                                                        | Mrtví | Zranění |
| ------------ | ------------------- | ---------------------- | --------- | ------------ | ------------------- | ------------------------------------------------------------------------------- | ----- | ------- |
| 2. prosinec  | Aleutské ostrovy    | Spojené státy americké | 6,0       | 27,3         | IV (Mírné)          | Dotřes.                                                                         | -     | -       |
| 3. prosinec  | Arica               | Chile                  | 6,0       | 32,4         | V (Málo silné)      | -                                                                               | -     | -       |
| 4. prosinec  | Isangel             | Vanuatu                | 6,0       | 266          | III (Slabé)         | -                                                                               | -     | -       |
| 6. prosinec  | Hihifo              | Tonga                  | 6,0       | 10           | IV (Mírné)          | -                                                                               | -     | -       |
| 9. prosinec  | Toskánsko           | Itálie                 | 4,8       | 10           | V (Málo silné)      | Některé budovy včetně kostela, zemětřesení poškodilo.                           | -     | -       |
| 15. prosinec | Mindanao            | Filipíny               | 6,8       | 22,4         | VII (Velmi silné)   | Katastrofa zničila 2 760 domů.                                                  | 11    | 204     |
| 18. prosinec | Nej-ťiang           | Čína                   | 5,2       | 10           | VII (Velmi silné)   | Nejméně 780 domů poškozeno nebo zříceno. Téměř 12 000 domácností bez elektřiny. | -     | 18      |
| 20. prosinec | Badachšán           | Afghánistán            | 6,1       | 210,2        | IV (Mírné)          | Čtyřletý chlapec zraněn padající zdí.                                           | -     | 1       |
| 23. prosinec | Britská Kolumbie    | Kanada                 | 6,0       | 10           | IV (Mírné)          | Předtřes.                                                                       | -     | -       |
| 23. prosinec | Britská Kolumbie    | Kanada                 | 6,0       | 10           | IV (Mírné)          | Předtřes.                                                                       | -     | -       |
| 24. prosinec | Santiago del Estero | Argentina              | 6,0       | 560,6        | II (Velmi slabé)    | -                                                                               | -     | -       |
| 24. prosinec | Department Meta     | Kolumbie               | 6,0       | 11           | VI (Silné)          | 15 domů poškozeno. Sesuvy zablokovaly několik silnic.                           | -     | -       |
| 25. prosinec | Britská Kolumbie    | Kanada                 | 6,3       | 10           | IV (Mírné)          | -                                                                               | -     | -       |
| 29. prosinec | Guayanilla          | Portoriko              | 5,0       | 10           | VI (Silné)          | Hlášeny praskliny ve zdech.                                                     | -     | -       |